# Phoenicophanta flavifera
Phoenicophanta flavifera är en fjärilsart som beskrevs av George Francis Hampson 1910. Phoenicophanta flavifera ingår i släktet Phoenicophanta och familjen nattflyn. Inga underarter finns listade i Catalogue of Life.